# Tadoma
Tadoma ist der Name einer Kunstsprache, mit deren Hilfe man mit Menschen kommunizieren kann, die sowohl blind als auch gehörlos geboren wurden (Taubblindheit).
Das System Tadoma wurde 1890 in Norwegen entwickelt. Benannt wurde es nach den beiden gehörlos-blinden Kindern Tad Chapman und Oma Simpson, die es erstmals verwendeten. Tadoma ist eine Berührungssprache, bei der die Sprachsignale durch Ertasten der Artikulationsbewegungen am Gesicht des Sprechers wahrgenommen werden. Meistens erfasst der Daumen die Lippenbewegungen, während die übrigen Finger Wange und Hals berühren.